# Haderslev Fodboldstadion
Lo Haderslev Fodboldstadion è uno stadio di calcio situato a Haderslev, in Danimarca. È la sede del SønderjyskE. È conosciuto come Sydbank Park a causa di un accordo di sponsorizzazione con la banca danese Sydbank dal dicembre 2013. È stato costruito nel 2001 e ha una capacità di 10.100 persone con 5.100 posti a sedere. È stato rinnovato nel 2013 costruendo una nuova tribuna da circa 3.000 posti per rispettare i criteri della Superliga danese, e ancora nel 2018 e 2019 ampliando le tribune est, e riqualificando le tribune nord e sud con coperture.
La tribuna sud è un'area riservata ai tifosi ospiti. La tribuna nord è un'area riservata ai tifosi di casa che cantano e al club dei tifosi ufficiali. Le tribune est e ovest hanno solo posti a sedere. I tifosi ufficiali hanno una club house sotto la tribuna est. Lo stadio ha quattro sky box nella tribuna ovest e una sala sponsor nella tribuna est. Due schermi LED sono in grado di mostrare i momenti salienti, i tempi e i risultati istantanei.